# 新北市政府教育局
新北市政府教育局，簡稱新北市教育局，為臺灣新北市的教育管理機關，隸屬於新北市政府。該機構前身為2007年10月成立的臺北縣政府教育局，2010年因臺北縣升格直轄市而改制為新北市政府教育局，下設九個科和六個室。此外還有一些下屬機關。

## 組織架構

### 局本部
- 局長（1人，比照簡任第十三職等）
  - 副局長（2人，簡任第十一職等）
  - 主任秘書（1人，簡任第十職等）
  - 專門委員（3人，簡任第十職等）
    - 科長（10人，薦任第九職等）
    - 主任（2人，薦任第九職等）
    - 秘書（2人，薦任第八職等至第九職等）
    - 督學（17人，薦任第八職等至第九職等）
    - 專員（13人，薦任第八職等至第九職等）
    - 編審（1人，薦任第八職等至第九職等）
    - 研究員（1人，薦任第八職等至第九職等）
    - 技正（1人，薦任第八職等至第九職等）
    - 股長（28人，薦任第八職等）
    - 副研究員（1人，薦任第七職等至第八職等）
    - 分析師（2人，薦任第七職等）
    - 科員（106人，委任第五職等或薦任第六職等至第七職等）
    - 技士（6人，委任第五職等或薦任第六職等至第七職等）
    - 管理師（3人，委任第五職等或薦任第六職等至第七職等）
    - 營養師（1人，師(三)級）
      - 助理員（15人，委任第四職等至第五職等）
      - 技佐（3人，委任第四職等至第五職等）
      - 辦事員（25人，委任第三職等至第五職等）
      - 書記（10人，委任第一職等至第三職等）

#### 校園安全室
- 主任（1人，薦任第九職等或上校）
  - 督學（1人，薦任第八職等至第九職等或中校、上校）
  - 股長（2人，薦任第八職等或中校）
  - 科員（2人，委任第五職等或薦任第六職等至第七職等或中尉、上尉或少校）

### 內部單位
- 幼兒園教育科：
  - 公私立幼兒園立案、管理、輔導（含學前特教班）。
  - 未立案幼兒園之稽查、輔導及強制執行。
  - 規劃及辦理各項教保研習活動。
  - 推動幼兒園本土語教學及觀摩。
  - 辦理幼兒園教保服務人員甄（遴）選、儲備、訓練、任用、遷調及考核。
  - 推展幼兒園早期療育及融合教育。
  - 辦理幼兒園輔導與評鑑。
  - 學前補助經費之規劃及執行。
  - 幼教資源網暨資料庫管理維護。
  - 辦理幼兒教保相關推廣活動。
  - 推展公私立幼兒園公共安全相關方案。
  - 辦理增設公立幼兒園與招生。
- 國小教育科：
  - 國語文教育(含閱讀)
  - 英語教學
  - 原住民教育及本土語言教學
  - 師鐸獎、校長領導暨教學卓越獎
  - 攜手計畫、課後照顧及教育優先區
  - 國小教育人員甄(遴)選、儲備、訓練、任用、遷調及考核
  - 校長協會、教師會、家長會
  - 教師檢定登記、證書核發、國小人事費
  - 公私立國小學籍管理、國小學區劃分、學校類型調整、國外學歷認證
  - 各項學生獎學金申請(含原住民獎助學金)、低收入戶學生就學補助
  - 國小教科書相關業務
- 中等教育科：
  - 高中職業務
    - 規劃籌設市立高中職及整合後期中等教育資源。
    - 推展高中職社區化合作方案、社團成果發表及各項校際交流活動。
    - 辦理高中原住民教育(原住民藝能班)。
    - 推動各項專案研究、高中新課程綱要研習、校務評鑑。
    - 多元入學宣導、高中職免試入學方案及12年國教之規劃。
    - 推動在地就學優質高中職計畫。
    - 補助高中職學生就學貸款利息及對保手續費。
    - 國私立高中職改隸業務。
    - 補助高中職原住民學生助學金、獎學金。
    - 補助市立高中職低收入戶、殘障、失業勞工、特殊境遇或家庭功能薄弱待援助之學生獎助金及升學成績表現優秀等學生獎助學金。
    - 推展高中職國際交流。
    - 辦理高中教育人員甄（遴）選、儲備、訓練、任用、調遷及考核。

  - 國中業務
    - 推動國民中學國語文教育、英語教學計畫及本土語言教育，扎根語文基礎能力。
    - 辦理國中教育人員甄（遴）選、儲備、訓練、任用、調遷及考核。
    - 進行本市國中教務、教學正常化、常態編班、學區劃分及學校類型調整業務。
    - 辦理國中技藝教育推展。
    - 辦理國中生涯輔導、適性輔導業務。
    - 推展國中國際交流。
    - 補助國中原住民學生獎學金。
    - 辦理國中原住民教育。
- 技職教育科：
  - 技術型高級中等學校教育及其他技職教育等事項
- 社會教育科：
  - 推展社會教育
  - 補習教育
  - 語文教育
  - 藝術教育
  - 推行交通安全教育
  - 成人教育
  - 文教基金會設立及管理
  - 童軍教育
  - 學力鑑定
  - 美術、美展及市府空間美展
  - 社區大學
  - 課後活動班
  - 舞蹈比賽
  - 音樂比賽
- 特殊教育科：
  - 綜理國民中小學學務輔導工作
  - 國民中小學人權法治教育
  - 校園安全及災害事件通報及處理
  - 國民中小學生戶外或校外教學
  - 學生安全及生活教育
  - 親職教育
  - 學生輔導工作(含助理人員考核)
  - 中輟生追蹤輔導
  - 性別平等教育
  - 慈輝專案
  - 兒少保護教育窗口及就學協助
  - 友善校園學生事務與輔導工作
  - 特教學生鑑定安置及就學輔導
  - 特殊教育鑑輔會及諮委會
  - 特殊教育教師進修研習活動
  - 特殊教育學生之教育補助
  - 特教學生就學之交通服務方案
  - 特教學生專業團隊服務
  - 特教學生教育輔助器材申請及補助
  - 特殊教育網路通報工作
- 體育及衛生教育科：
  - 學校衛生業務
  - 傳染病防治及通報業務
  - 合作社及校園委託辦理販售業務
  - 學校午餐業務
  - 中、小學體育重點學校、競賽、研習及活動
  - 基層選手訓練站業務
  - 新北市體育發展基金
  - 校園場所開放
  - 學校運動設施規劃、修繕、維護
  - 亞奧運項目賽事暨活動
  - 學校運動設施促參評估及執行(BOT、ROT、OT)業務
  - 學校飲用水設備維護及改善
  - 體適能檢測及相關活動
  - 議員建議案業務
  - 空氣污染、噪音檢測工程、環保業務
- 工程及環境教育科：
  - 各國民小學天然災害之處理及彙辦
  - 學校硬體工程及設備之興修
  - 總務工作研習事項
  - 環境教育相關業務
  - 消防建物工安相關事宜
- 教育研究及資訊發展科：
  - 國中小暨高中職校務評鑑、教育部教師專業發展實踐方案
  - 教育審議委員會、國中小委託私人辦理
  - 國民教育輔導團(含課程諮詢小組)
  - 學習共同體
  - 三級教師社群、校長專業發展
  - 新北教育電子報
  - 國中小科學教育、創造力教育
  - 各項教育統計資料蒐集、整理及出版
  - 教育網路骨幹與網路集中維運管理
  - 各級學校資訊安全管理、稽核及演練
  - 校務行政系統、單一認證平臺及校園網站維護管理
  - 新北教育雲計畫、各級學校資訊教育、研習及競賽
  - 數位教師證及學生證
  - 偏鄉數位關懷推動計畫(數位機會中心、數位學伴、國民電腦)
  - 各級學校資訊軟硬體採購、設備報修管理
  - 雲端智慧科技中心各項設備修繕及維護管理
- 新住民國際文教科：
  - 推展本市國際教育及新住民相關業務。
  - 辦理國際學生交換專案。
  - 辦理國際教育及新住民重點學校相關專案及活動。
  - 辦理國際教育及新住民教材與課程研發。
  - 辦理國際教育專業師資及新住民母語師資與通譯人才培訓。
  - 國際交流及學校國際化(含接待家庭及接待大使培訓、媒合及資料庫管理)。
  - 辦理境內及境外外籍大學生到校服務學習計畫。
  - 辦理教育部學校本位國際教育計畫（SIEP）及國際教育旅行。
  - 辦理學校國際教育事務補助計畫。
  - 辦理新住民子女教育深耕計畫及基礎教育學習。
  - 辦理全國新住民火炬計畫。
  - 補助新住民學生助學金及獎學金。
  - 九大分區國際文教中心及新移民學習中心營運與管理。
  - 國際教育資訊網及多元文化教育資源網之管理及維護。
  - 國際多元服務櫃臺營運與管理。
- 校園安全室：
  - 校園安全維護及學生生活教育督導
  - 校安中心管理與校安事件通報
  - 霸凌防制、專線處置及幫派防治策劃執行
  - 學生校外生活輔導及校外聯合巡查
  - 學生校外賃居生管理督導
  - 學生學產基金、急難慰助金申辦
  - 新世代反毒策略推動與執行
  - 全民防衛動員之人力動員業務
  - 學校防護團及學生青年服勤組訓
  - 協助學生兵役申請與國軍人才招募
  - 軍訓教官介派、遷調、晉任、獎懲業務
  - 軍訓教官、護理老師人事管理業務
  - 全民國防工作推展計畫督導
  - 高、國中小全民國防教育宣導活動
  - 全民國防多元活動及學生實彈射擊辦理
  - 軍訓教育、人事、後勤業務
  - 學務創新人力管理業務
- 督學室：
  - 掌理本市駐區學校教育視導。
  - 配合本市教育施政重點及政策，協助、督導駐區學校落實推動執行。
  - 協助駐區學校有關之陳情與調查案件。
  - 協助本局各業務科室有關駐區學校之訪視。
  - 協助本局各業務科室行政業務之推動與執行。
- 秘書室：
  - 府管制計畫、前瞻計畫、中央補助款考核及列管
  - 推動為民服務品質計畫
  - 本局及所屬機關學校文書管理及考核
  - 自治條例及自治規則制定
  - 申評會業務
  - 本局及所屬機關學校訴訟、訴願及法定救濟案件處理
  - 府會聯繫事項
  - 本局薪資作業
  - 新聞聯繫事項
  - 新媒體行銷
  - 本局財產管理
  - 學校工友管理
  - 學校薪資系統
  - 教育施政成果彙整
  - 幸福保衛站及好日子愛心大平台供餐計畫
- 人事室：
  - 本局暨所屬機關學校組織編制
  - 任免遷調
  - 教師敘薪
  - 考績（成）、考核、獎懲
  - 差假管理
  - 訓練進修服務
  - 待遇福利
  - 退休撫卹
  - 保險
  - 人事資料
- 會計室：
  - 預算、追加(減)預算、附屬單位預算、特別預算案之籌編
  - 歲入歲出分配預算之編報事項
  - 附屬單位預算分期實施計劃及收支估計表之核定事項
  - 本機關預算經費控制與執行案之簽核
  - 預算申請保留審核
  - 附屬單位預算先行辦理並補辦預算之申辦事項
  - 會計月報、半年報、決算報告之編報
  - 本局會計人員任免遷調、考績、獎懲之報核
- 政風室：
  - 關於本機關政風法令之擬訂事項。
  - 關於本機關政風法令之宣導事項。
  - 關於本機關員工貪瀆不法之預防、發掘及處理檢舉事項。
  - 關於本機關政風興革建議事項。
  - 關於本機關政風考核獎懲建議事項。
  - 關於本機關公務機密維護事項。
  - 其他有關政風事項。
  - 依據「公職人員財產申報法」規定，辦理財產申報事項，並受理民眾查閱申報資料。